# Javi Suárez
Francisco Javier Suárez Lizano (Zaragoza, España, 31 de enero de 1976), conocido deportivamente como Javi Suárez, es un entrenador y exfutbolista español. Como jugador se desempeñaba en la posición de defensa. Actualmente ejerce como segundo entrenador en el Real Zaragoza de la Segunda División de España.

## Trayectoria
Formado en las categorías inferiores del Real Zaragoza, debuta en 1998 en Primera División de España con el primer equipo, que por aquel entonces dirigiría Luis Costa, en el encuentro disputado en el Estadio Vicente Calderón entre el Atlético de Madrid y el Real Zaragoza, Sustituiría a García Sanjuán en el minuto 73 del encuentro que finalizaría con la derrota del equipo blanquillo. Tras esta temporada dejaría la Ciudad Deportiva para pasar por distintos equipos aragoneses y españoles, compitiendo con la mayoría de ellos en la Segunda División B de España.
Fue el autor del gol de la victoria de la selección de fútbol de Aragón contra Chile en 2006, en el último partido disputado por la Selección de Aragón, choque que se decantaría con la victoria de Aragón por la mínima (1-0), gracias a un tanto de cabeza de Javi Suárez en el descuento.
Tras colgar las botas pasaría a formar parte de la secretaría técnica del Real Zaragoza. Sin embargo, el 20 de marzo del 2017 se convertiría en entrenador del Deportivo Aragón hasta final de temporada, haciendo su debut como entrenador, tras dejar su plaza César Láinez que pasaría a ser entrenador del primer equipo con el objetivo de la permanencia del Real Zaragoza en Segunda División. Una vez finalizada la temporada y con el ascenso consumado del filial por Javi Suárez, Laínez volvería a dirigir el Deportivo Aragón. Suárez cuyo retorno a la secretaría técnica era lo que se esperaba, no renovó su situación contractual.

## Clubes

### Como jugador
| Club                    | País   | Año       |
| ----------------------- | ------ | --------- |
| Real Zaragoza "B"       | España | 1994-1998 |
| Real Zaragoza           | España | 1998      |
| C. D. Numancia de Soria | España | 1998-1999 |
| C. D. Binéfar           | España | 1999-2000 |
| Cultural Leonesa        | España | 2000-2003 |
| C. D. Logroñés          | España | 2003-2004 |
| C. D. Recreación        | España | 2004-2005 |
| U. E. Sant Andreu       | España | 2005-2006 |
| S. D. Huesca            | España | 2006-2007 |
| Granada C. F.           | España | 2007-2009 |
| S. D. Ejea              | España | 2009-2010 |
| C. D. La Muela          | España | 2010-2011 |
| C. D. Sariñena          | España | 2011-2012 |

### Como entrenador
| Club                               | País   | Año           |
| ---------------------------------- | ------ | ------------- |
| Deportivo Aragón                   | España | 2017          |
| S. D. Ejea                         | España | 2019          |
| Real Zaragoza (segundo entrenador) | España | 2020-presente |